# Mädler (kráter na Měsíci)
Mädler je měsíční impaktní kráter o průměru 28 km a hloubce 2700 m ležící v místě, které se na severu připojuje k Sinus Asperitatis a k Mare Nectaris na jihovýchodě. Na západě je výrazný kráter Theophilus a  kráter Mädler leží uprostřed vnějšího valu.
Okraj Mädleru je nepravidelný a podlouhlého tvaru. Je tu i nízký centrální vrchol, který se připojuje k hřebenu procházejícímu dnem kráteru. Na východ od kráteru jsou paprskové značky, které mají prstencový tvar a směřují na severovýchod.